# Колібрі-зеленохвіст тепуйський
Колі́брі-зеленохві́ст тепуйський (Polytmus milleri) — вид серпокрильцеподібних птахів родини колібрієвих (Trochilidae). Мешкає на Гвіанському нагір'ї. Вид названий на честь американського орнітолога Волдрона де Вітта Міллера.

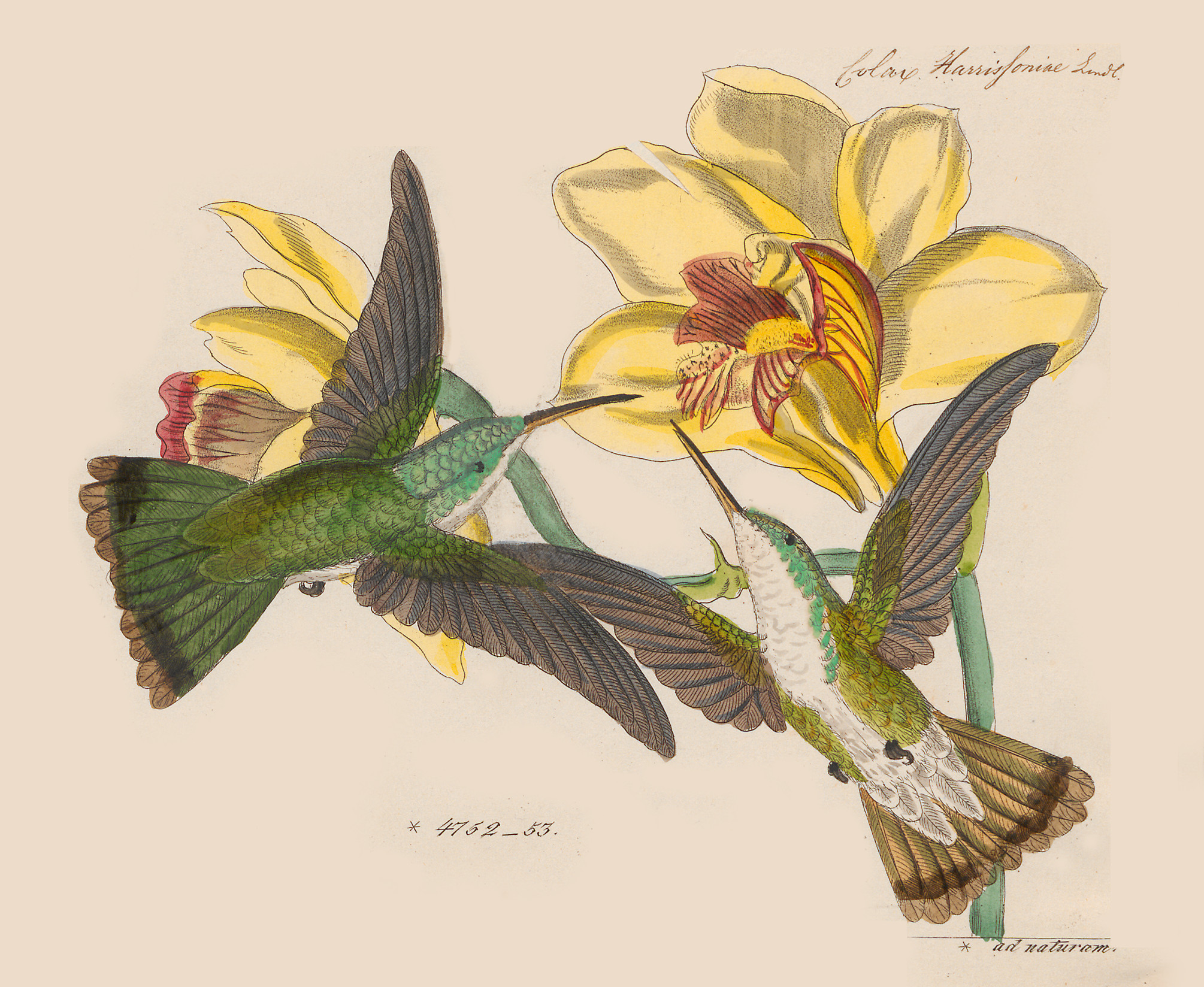
Тепуйські колібрі-зеленохвости

## Опис
Довжина птаха становить 11-12 см, самці важать 4,5-6 г, самиці 4-5 г. У самців веохня частина тіла блискуча, бронзово-зелена, нижня частина тіла блискуча, зелена. Хвіст зелений з широкою білсю смугою біля основи і білими кінчиками, центральні стернові пера бронзово-зелені. Крила фіолетово-чорні. Навколо очей темно-сірі плями, зверху і знизу окаймлені білими смугами. Самиці є меншими за самців, нижня частина тіла у них білувата, сильно поцяткована золотисто-зеленими плямами, особливо на грудях. У молодих птахів пера на голові мають охристі края.

## Поширення і екологія
Тепуйські колібрі-зеленохвости мешкають на схилах тепуїв Гвіанського нагір'я на півдні і південному сході Венесуели, а також в сусідніх райнах заходіної Гаяни і північної Бразилії. Вони живуть у вологих гірських і хмарних тропічних лісах, на узліссях та у високогірних чагарникових заростях, на висоті від 1300 до 2200 м над рівнем моря. Ведуть переважно осілий спосіб життя, під час негнідового періоду частина популяції мігрує в долини. Тепуйські колібрі-зеленохвости живляться нектаром, зокрема рослин з родів Vochysia, Chrysophyllum і Euterpe, а також комахами, яких ловлять в польоті або збирають серед рослинності. Сезон розмноження триває з травня по червень. Гніздо невелике, чашоподібне, робиться з рослинних волокон, скріплюється павутинням, розміщується в невисокому чагарнику, на висоті від 0,5 до 1 м над землею. В кладці 2 яйця, інкубаційний період триває 15-16 днів.